# أندرو نورتن
أندرو نورتن (بالإنجليزية: Andrew Norton)‏ هو صحفي أسترالي، ولد في 7 يوليو 1965.